# (6636) Kintanar
(6636) Kintanar est un astéroïde de la ceinture principale.

## Description
(6636) Kintanar est un astéroïde de la ceinture principale. Il fut découvert le 11 septembre 1988 à Smolyan par Vladimir Georgiev Škodrov. Il présente une orbite caractérisée par un demi-grand axe de 2,27 UA, une excentricité de 0,12 et une inclinaison de 2,3° par rapport à l'écliptique.

## Compléments